# België op het Eurovisiesongfestival 1956
België nam deel aan het Eurovisiesongfestival 1956 in Lugano, Zwitserland. Het was de eerste editie van het festival. De selectie verliep via Grand Prix de la Chanson Européenne. De INR was verantwoordelijk voor de Belgische bijdrage voor de editie van 1956.

## Selectieprocedure
De EBU verplichtte alle zeven deelnemende landen om een preselectie te houden voor het allereerste Eurovisiesongfestival. Voor de eerste editie mocht elk land twee liedjes afvaardigen, hetgeen slechts eenmalig zou zijn: sinds 1957 wordt elk land door één lied vertegenwoordigd. De Franstalige INR organiseerde een preselectie met tien kandidaten. Door de jaren heen zijn de resultaten verloren gegaan en zijn enkel de twee afgevaardigden voor het Eurovisiesongfestival bekend gebleven: Fud Leclerc met Messieurs les noyés de la Seine en Mony Marc met Le plus beau jour de ma vie.

## In Lugano
In Zwitserland trad Fud Leclerc als derde artiest van de avond op, voor Lys Assia voor gastland Zwitserland en na Walter Andreas Schwarz, die namens West-Duitsland op het podium stond. Ook Mony Marc werd voorafgegaan door Lys Assia voor Zwitserland. Na haar stond Freddy Quinn, opnieuw voor West-Duitsland, op de bühne.
De puntentelling was geheim: er werd enkel bekendgemaakt dat Refrain van Lys Assia namens Zwitserland met de zegepalm aan de haal ging.
1956 · 1957 · 1958 · 1959 · 1960 · 1961 · 1962 · 1963 · 1964 · 1965 · 1966 · 1967 · 1968 · 1969 · 1970 · 1971 · 1972 · 1973 · 1974· 1975 · 1976 · 1977 · 1978 · 1979 · 1980 · 1981 · 1982 · 1983 · 1984 · 1985 · 1986 · 1987 · 1988 · 1989 · 1990 · 1991 · 1992 · 1993 · 1994 · 1995 · 1996 · 1997 · 1998 · 1999 · 2000 · 2001 · 2002 · 2003 · 2004 · 2005 · 2006 · 2007 · 2008 · 2009 · 2010 · 2011 · 2012 · 2013 · 2014 · 2015 · 2016 · 2017 · 2018 · 2019 · 2020 · 2021 · 2022 · 2023 · 2024 · 2025
België · Frankrijk · Italië · Luxemburg · Nederland · West-Duitsland · Zwitserland